# Cestos City
Cestos City (engelska: River Cess) är en regionhuvudort i Liberia.   Den ligger i regionen River Cess County, i den södra delen av landet, 160 km sydost om huvudstaden Monrovia. Cestos City ligger 90 meter över havet och antalet invånare är 2 578.
Terrängen runt Cestos City är platt. Havet är nära Cestos City åt sydväst.  Det finns inga andra samhällen i närheten. Trakten runt Cestos City består huvudsakligen av våtmarker.